# Charlotte Wiig
Charlotte Wiig, född 17 mars 1969 är en svensk volleyboll- och beachvolleyspelare. Hon spelade 97 landskamper i inomhusvolleyboll, vilket gör henne till en av svensk damvolleybolls mer meriterade spelare. I par med Marie Edin vann hon beachvolleyboll-SM 1993 och 1994.